# Саперави
Саперави (груз. საფერავი, буквално «боја») је грузијска сорта црног грожђа и истоимено црвено вино. У питању је сорта позног зрења. Спада у еколошко-географску групу сорти грожђа црноморског басена. Осим у матичној Грузији узгаја се још и у Азербејџану, Узбекистану, Украјини (на полуострву Крим) и у Русији (у Ставропољском и Краснодарском крају и у Дагестану). Од ове сорте справљају се стона, десертна и јака вина (као што су Алазанска долина, Киндзмараули, Ахашени, Пиросмани, Мукузани).

## Историја
Порекло сорте је у Кахетији, региону у источној Грузији, али је данас раширена по целој територији ове земље. Грузија је позната као један од најстаријих виноградарских подручја света. Археолошки налази показали су да се грожђе овде гајило још између 6000 и 5000 година пре наше ере. Саперави је једна од најстаријих сорти грожђа овог региона, и све време је најважнија сорта грузијског винарства. 

## Вино Саперави
Јачина вина Саперави је од 10 до 12 степени. Препоручује се уз јака јела грузијске кухиње. Вина од грожђа ове сорте дуго сазревају и дуго чувају квалитет, а најбоље су каквоће она старости између 4 и 30 година.

## Синоними
Саперави је познат и као Диди Саперави, Kleinberiger, Нерки Кхалог, Патара Саперави, Сапарави, "Sapeavi De Kakhetie", Сапераиби, 
"Saperavi de Kachet", Саперави Патара, "Sapeur", "Sapperavi", "Sapperavy", "Scoperawi" и "Szaperavi".